# Paul Jenkins
Paul Jenkins (Londra, 6 dicembre 1965) è un fumettista inglese.

## Biografia
Paul Jenkins si trasferisce a 22 anni negli Stati Uniti per lavorare nel campo dell'editoria inizialmente come editor della Mirage Studios di Kevin Eastman occupandosi dell'editing e produzione della storica serie Teenage Mutant Ninja Turtles. Dagli anni novanta si dedica all'attività di scrittore/creativo riscuotendo consensi nel campo del fumetto, dei videogames, video musicali, e dell'industria cinematografica.
La sua poliedricità lo porta a ricevere diversi premi e riconoscimenti, quali Eisner Award nel campo dei comic, Number One MTV Music per i video musicali, 6 Platinum Selling Video Game per la creazione di videogiochi, ottiene due numination a premi BAFTA e rientra tra la lista degli autori best seller del New York Times. Ha inoltre ricevuto il Prism Award dall'Entertainment Industries Council, premio consegnato a quegli autori che si sono distinti nel saper evidenziare accuratamente nelle loro opere le problematiche che affliggono società e individuo.
La sua maggior produzione scaturisce dall'attività di scrittore di fumetti, lavorando sia per le major sia per gli editori indipendenti. Si cimenta su personaggi iconici quali John Costantine e Batman per DC Comics, Inhumans, Spider-Man, Incredible Hulk, Wolverine e Sentry (da lui creato) per la Marvel. Nel campo degli indie-comics, oltre a lavorare su fumetti già affermati quali lo Spawn di Todd McFarlane, ha modo di creare diverse opere creator-owned.

## Carriera
Dopo essersi laureato in UK si trasferisce negli Stati Uniti dove all'età di 22 anni (nel 1988) viene assunto dalla Mirage Studios. Si tratta di una delle case editrici indipendenti di maggior successo degli anni ottanata in quanto pubblica (dal 1984) la storica serie Teenage Mutant Ninja Turtles di Peter Liard e Kevin Eastman, punto di riferimento per gli indie-comic di quel decennio. Dal 1988 diviene editor e production manager del celebre fumetto in bianco e nero sulle Tartarughe Ninja, capace di creare un franchise che arriva a generare cartoni animati, gadget, video game, giocattoli e lungometraggi cinematografici. Ha inoltre la possibilità di debuttare come scrittore di fumetti sul n. 43 di Teenage Mutant Ninja Turtles, albo pubblicato a gennaio 1992 (data di copertina). Kevin Eastman vuole Jenkins come editor e manager anche quando fonda la Thundra Publishing nel 1990. Il progetto è molto ambizioso in quanto vuole essere la casa editrice indipendente che pubblica fumetti originali creati da autori e artisti che poi ne mantengano i diritti. Come pietra angolare del nuovo publisher vi sono le stesse idee che si trovano come punto di partenza della Image Comics due anni dopo (nel 1992) ma l'iniziativa non ha la stessa fortuna e longevità (la Image è ancora attiva). La Tundra Publishing chiude nel 1993 con una perdita di svariati milioni di dollari. A questo punto Jenkins vuole passare ad essere uno scrittore di fumetti e le sue capacità sono subito individuate da Karen Berger, editor e co-fondatrice della Vertigo, imprint adulto della DC Comics. Con una mossa apparentemente spregiudicata gli affida uno dei titoli di punta dell'etichetta, ovvero Hellblazer, la serie regolare che vede come protagonista il personaggio di John Constantine, creato da Alan Moore nel suo celebre ciclo di storie su Swamp Thing. Per il giovane autore è l'occasione per mettersi in evidenza in quanto la Vertigo è in fase di espansione e vanta già autori quali Neil Gaiman, Peter Milligan, John Marc DeMatteis, Grant Morrison ed altri. La maggior parte di questi sono di origine britannica, in quanto la Berger ha puntato molto sul rinnovamento di stile e tematiche degli autori provenienti dal Regno Unito. Questo ha influito sulla scelta di Jenkins che prende le redini dei testi di Hellblazer dal 1995 (con il n. 89, Dreamtime) al 1998 con l'arco narrativo How to Play with Fire (nn. 125-128).
Nel 1998 comincia a lavorare per la Marvel Comics che gli affida una miniserie su un personaggio di genere horror creato negli anni sessanta quale il Licantropo della serie Werewolf by Night. L'opera rientra nell'ambizioso progetto che prevede il lancio di un nuovo imprint quale Strange Tales il cui obbiettivo è di proporre e rilanciare i fumetti di genere nati nei seventies. In questo caso si riprende Licantropus, il cui alter ego è Jack Russell, un ragazzo colpito da una maledizione che lo trasforma in lupo mannaro. Rispetto alle opere originali la Marvel si propone di rilanciare i suoi personaggi horror e edgy senza più l'approvazione del Comics Code Authority creando quindi un'etichetta per lettori adulti e indirizzata al Direct Market. L'altra serie che viene proposta come debutto dell'imprint è Man-Thing affidato a Jean Marc DeMatteis. L'accoglienza del mercato è però tiepida e sembra non destare interesse. A livello editoriale il progetto non viene supportato e quindi la serie di Jenkins (con i disegni di Leonardo Manco) chiude con il n. 6 mentre Man-Thing con il numero 8. Le storyline non sono però concluse e quindi viene pubblicata una serie antologica quale Strane Tales (Vol.4) che ne preveda la conclusione ma anche in questo caso viene interrotta con il n. 2 (invece dei 4 previsti) e la storia di Jenkis sull'Uomo Lupo della Marvel rimane incompiuta. Nonostante il debutto non fortunato, l'autore viene notato da Joe Quesada, nuovo direttore creativo e editor della Marvel il quale lo vuole all'interno di un progetto che risolleverà la sorte di molti personaggi della Casa delle idee, in grave crisi da almeno tre anni. Come primo passo verso il rilancio, Quesada inaugura nel 1998 l'imprint Marvel Knights il cui compito è quello di radunare autori e artisti che sia capaci di ridare vitalità narrativa a diversi personaggi Marvel ormai in crisi di vendite e di idee. Lo stesso Quesada si occupa del rilancio di Daredevil mentre selezione altri autori per altri eroi quali Pantera Nera, Wolverine, il Punitore e altri. A Jenkins offre la possibilità di rimodellare gli Inumani per le nuove generazioni. Il compito non è semplice in quanto si trattano di una creazione del leggendario duo formato da Stan Lee e Jack Kirby, nati come comprimari dei Fantastici Quattro e che ha da sempre hanno avuto difficoltà ad imporsi come star di una serie a loro dedicata. Nonostante questo Jenkins realizza una storia che gli vale un Eisner Award e lo pone come autore acclamato da critica e lettori. I punti vincenti sono la caratterizzazione dei personaggi e l'analisi dell'insostenibilità di una società utopica come quella degli Inumani che racchiude i germi del suo collasso nella sua aspirazione ad una (irrealizzabile) perfezione. L'opera viene pubblicata su una limited-series di 12 albi e i disegni sono affidati a Jae Lee, artista dal tratto stilizzato e astratto che contribuisce a dare un look nuovo e attuale ai personaggi.
Nel 2000 Bill Jemas diventa editore (Publisher) della Marvel e nomina Joe Quesada come Redattore Capo con il compito di ristrutturare e rinnovare l'intero parco testate della sezione editoriale, allargando quindi il compito che aveva iniziato con l'imprint Marvel Knights. Tra gli autori su cui punta il nuovo editor-in-chief vi è Paul Jenkins al quale vengono affidati personaggi iconici del gruppo. Tra questi vi lo stesso Spider-Man sul quale Jenkins scrive per tre anni consecutivi, arrivando a lanciare una nuova serie sull'Arrampicamuri. Gli viene inoltre affidato l'Incredibile Hulk e due cicli di storie fondamentali per il mutante Wolverine, personaggio best-seller degli anni novanta. Torna inoltre a collaborare con Jae Lee per creare il personaggio di Sentry, un nuovo supereroe simile a Superman all'interno dell'universo Marvel. Debutta debutta con limited-series per l'imprint Marvel Knights a cui seguono diversi albi unici (o one-shot) in uno dei quali vi è da segnalare un cameo di Jenkins stesso. Il personaggio riscuote successo e per questo rientra anche a far parte dei Nuovi Vendicatori.
Nel 2001 ha collaborato con il disegnatore Andy Kubert alla miniserie di 6 numeri Origin che ha svelato per la prima volta le origini di Wolverine. L'opera è stata uno dei più grandi successi di vendita di quell'anno per la Marvel, e Jenkins ha anche scritto Wolverine: The End, una storia che tratta del finale aperto dalla storia precedente, nonostante esso non ne rappresenti il sequel diretto poiché le storie The End della Marvel non sono in linea con la continuity classica. Ci sarà, inoltre, un altro seguito per Origin.
Nel 2005, Jenkins ha scritto la serie Revelations per Dark Horse Comics con il disegnatore Humberto Ramos e The Sentry per la Marvel con il disegnatore John Romita Jr.. Nel 2006 ha anche scritto una sua serie creator owned, Sidekick, disegnata da Chris Moreno e pubblicata da Desperado Publishing.
Jenkins è anche un prolifico creatore nel campo dei videogiochi, avendo lavorato su diversi titoli di alto livello comprese le serie di Legacy of Kain, Twisted Metal: Black e God of War. Negli anni 2000, Jenkins è accreditato come scrittore di Incredible Hulk: Ultimate Destruction, creato con Radical Entertainment.

## Opere (parziale)

### Aftershock Comics
- Replica nn. 1-5, Paul Jenkis (testi) e Andy Clarke (disegni), miniserie di 5 (conclusa), dicembre 2015 - aprile 2016.
- Alters nn. 1-10, Paul Jenkins (testi) e Leila Leiz (disegni), serie regolare (conclusa), settembre 2016 - febbraio 2018.

### Boom!Studios
- Deathmatch nn. 1-12, Paul Jenkins (testi) e Carlos Magno (disegni), serie regolare (conclusa), dicembre 2012 - novembre 2013.
- Fiction Squad nn. 1-6, Paul Jenkins (testi) e Ramon Bachs (disegni), miniserie di 6 (conclusa), ottobre 2014 - marzo 2015.

### DC Comics
- Hellblazer nn. 89-128, Paul Jenkins (testi) & AA.VV. (disegni), serie regolare (conclusa), imprint Vertigo, maggio 1995 - agosto 1998.
- Batman: Jekyll & Hyde nn. 1-6, Paul Jenkins (testi) - Jae Lee e Sean Phillips (disegnatori), limited-series di 6 albi (conclusa), giugno-novembre 2005.
- Black Adam: Yeats of the Villan nn. 1, Paul Jenkins (testi) - Inaki Miranda (disegni), volume unico (conclusa), 19 dicembre 2020.

### Image Comics
- Witchblade (Vol.1) nn. 40 & 42-53, Paul Jenkins (testi) - AA.VV. (disegni), serie regolare (conclusa), giugno 2000 - febbraio 2002.

### Marvel Comics
- Inhumans (Vol. 2) nn. 1-12, Paul Jenkins (testi) - Jae Lee (disegni), limited-series di 12 albi (conclusa), imprint Marvel Knights, novembre 1998 - ottobre 1999.
- The Incredible Hulk (Vol. 2) nn. 12-28, nn. 30-32 & Annual 2000, Paul Jenkins e Sean McKeever (testi) & AA.VV. (disegni), serie regolare (conclusa con il n. 112 del 2008), distribuzione del ciclo di Jenkins: marzo 2000 - novembre 2001.
- Peter Parker: Spider-Man (Vol. 1) nn. 20-41 & nn. 44-50, Paul Jenkins (testi) & AA.VV. (disegni), serie regolare (conclusa con il n. 58 o n. 156.1, se si aggrega la numerazione della serie Spider-Man di cui questa è un sequel), distribuzione del ciclo di Jenkins: agosto 2000 - gennaio 2003.
- The Sentry (Vol. 1) nn. 1-6, Paul Jenkins (testi) - Jae Lee (disegni), limited-series di 6 albi (conclusa), imprint Marvel Knights, settembre 2000 - gennaio 2001.
- Wolverine: The Origin nn. 1-6, Paul Jenkins, Bill Jemas e Joe Quesada (testi) e Andy Kubert (disegni), limited-series di 6 albi (conclusa), novembre 2001 - luglio 2002.
- The Spectacular Spider-Man (Vol. 2) nn. 1-22 & n. 27, Paul Jenkins (testi) & AA.VV. (disegni), serie regolare (conclusa con il n. 27), settembre 2003 - giugno 2005.
- Wolverine: The End nn. 1-6, Paul Jenkins (testi) e Claudio Castellini (disegni), limited-series di 6 albi (conclusa), gennaio-dicembre 2004.
- The Sentry (Vol. 2) nn. 1-8, Paul Jenkins (testi) e John Romita Jr. (disegni), miniserie di 8 numeri (conclusa), settembre 2005-aprile 2006.
- Thor: Heaven & Earth nn. 1-4, Paul Jenkins (testi) e AA.VV. (disegni), miniserie di 4 numeri (conclusa), luglio-settembre 2011.

### Mirage
- Teenage Mutant Ninja Turtles (Vol.1) n. 43, Paul Jenkins (testi) - A.C.Farley (disegni), serie regolare (conclusa), gennaio 1992.

### Tekno Comix
- Teknophage nn. 7-10, Paul Jenkins (testi) - Al Davidson (disegni), limited-series di 10 albi (conclusa), gennaio-marzo 1996.